# Bousfer
Bousfer là một đô thị thuộc tỉnh Oran, Algérie. Dân số thời điểm năm 2002 là 11.136 người.